# Gudensberger Kuppenschwelle

Naturräume innerhalb der Westhessischen Senke

Die Gudensberger Kuppenschwelle (Topografische Karte TK25 Nr. 4822) ist eine 29,72 km² große naturräumliche Untereinheit (Nummer 343.24) westlich der Eder und nördlich des Eder-Zuflusses Ems in Nordhessen. Sie ist Teil des Hessengaus (Naturraum 343.2) und somit der Westhessischen Senke (naturräumliche Haupteinheit 343).

## Geographische Lage

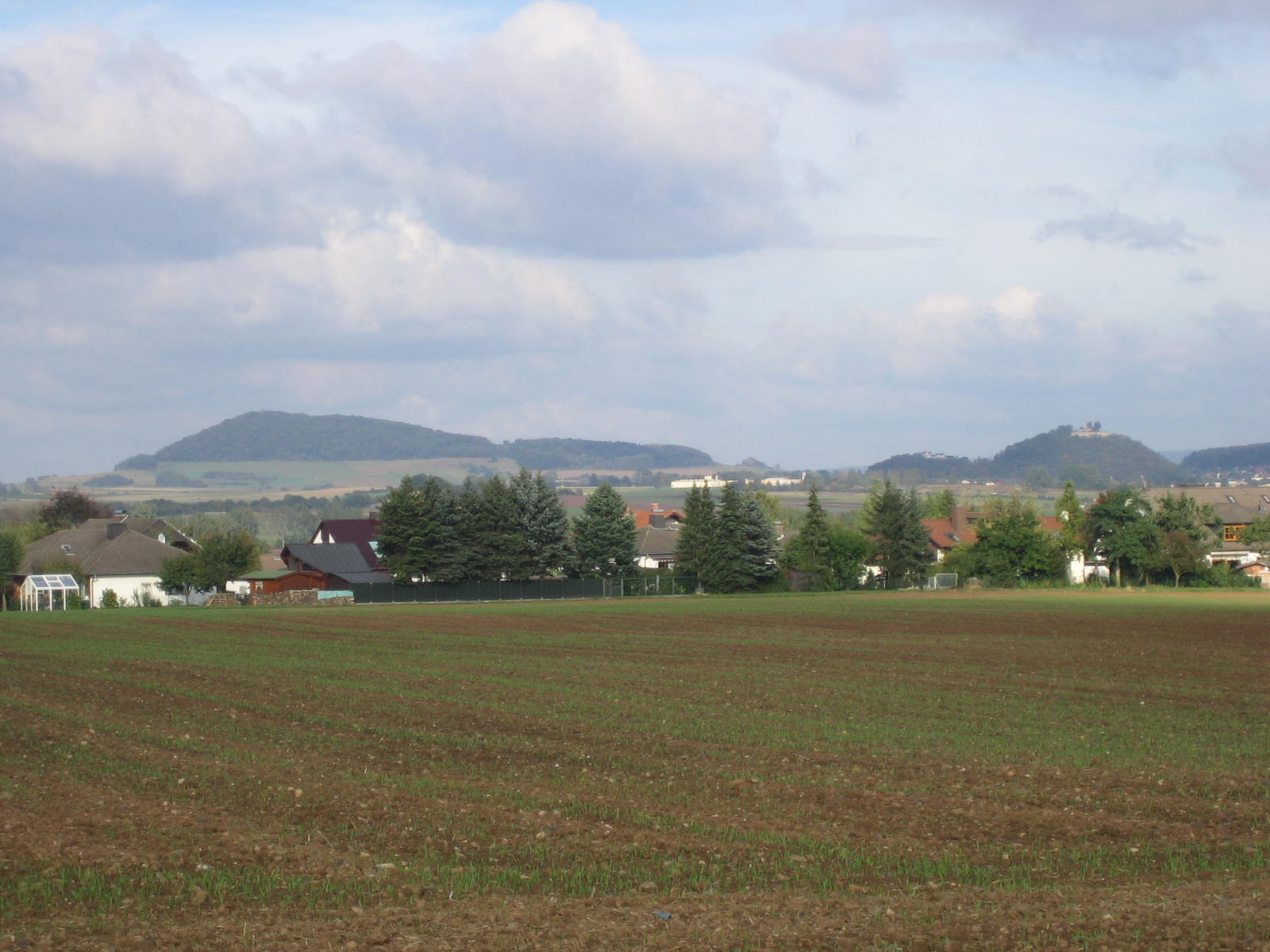
Blick von Südwesten auf Odenberg, Scharfenstein, Wenigenburg und Obernburg

Die Kuppenschwelle umfasst die weitere Umgebung der Kleinstadt Gudensberg im Schwalm-Eder-Kreis und liegt zwischen der Fritzlarer Börde (343.23) im Süden und dem Kasseler Becken (343.3) im Norden und Nordosten. Im Südosten ist die Fritzlarer Ederflur (343.211), im Nordwesten der Langenberg (342.02) benachbart. Die Gudensberger Kuppenschwelle wird häufig als nordöstlicher Teil der Fritzlarer Börde betrachtet, da sie sich lediglich durch das Vorkommen einer Anzahl von meist bewaldeten Basaltkuppen vulkanischen Ursprungs von der Börde im engeren Sinn unterscheidet.
Sie wird von dem Eder-Nebenfluss Ems und mehreren kleineren Eder-Zuflüssen wie Sommerbach und Pilgerbach nach Osten entwässert und von der Bundesautobahn A 49 und der Bundesstraße 254 in allgemein nord-südlicher Richtung durchquert.

## Basaltkuppen
- Bußbalg (253 m ü. NHN), bei Gudensberg
- Gudensberger Burgberg (305,8 m ü. NHN), in Gudensberg
- Hahn (255,8 m ü. NHN), bei Holzhausen
- Hasenberg (304 m ü. NHN), bei Lohne
- Lamsberg (322 m ü. NHN), bei Gudensberg
- Leichenkopf (265 m ü. NHN), bei Gleichen
- Lotterberg (305 m ü. NHN), bei Deute
- Mader Stein (265 m ü. NHN), bei Maden
- Nacken (227,3 m ü. NHN), bei Gudensberg
- Nenkel (307,1 m ü. NHN), bei Gudensberg
- Odenberg (381,2 m ü. NHN), bei Gudensberg
- Scharfenstein (304 m ü. NHN), bei Gudensberg
- Wartberg (306 m ü. NHN), bei Kirchberg

Basaltkuppen der Gudensberger Kuppenschwelle
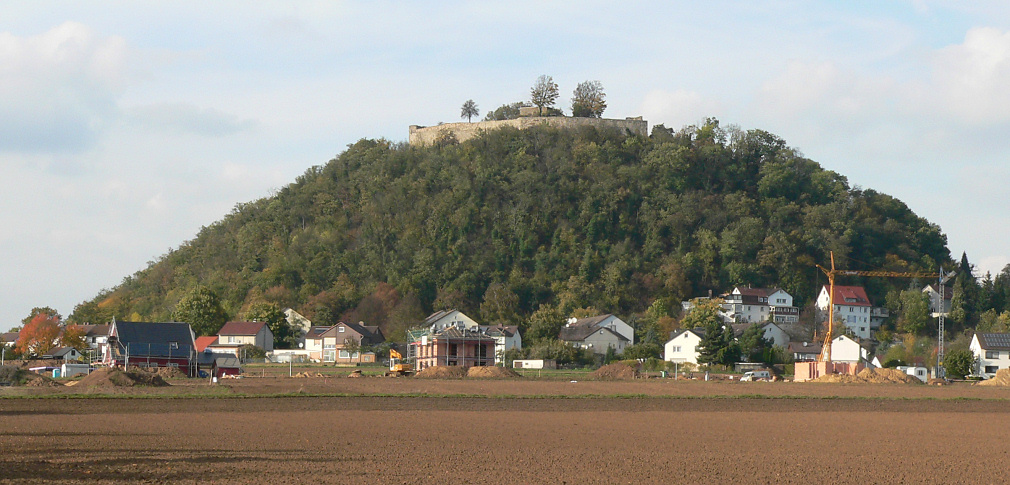
Burgberg Gudensberg
Hahn
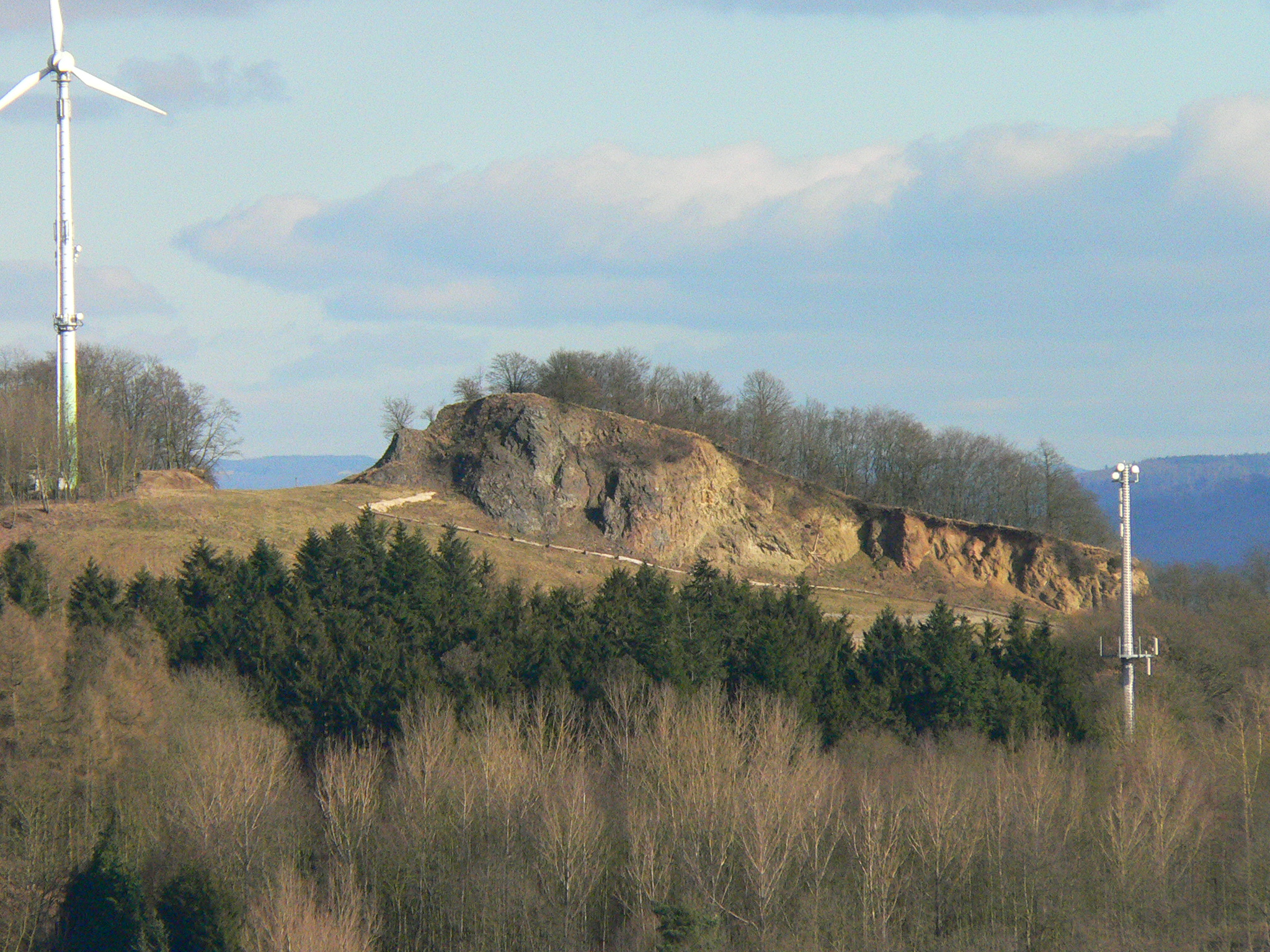
Lamsberg
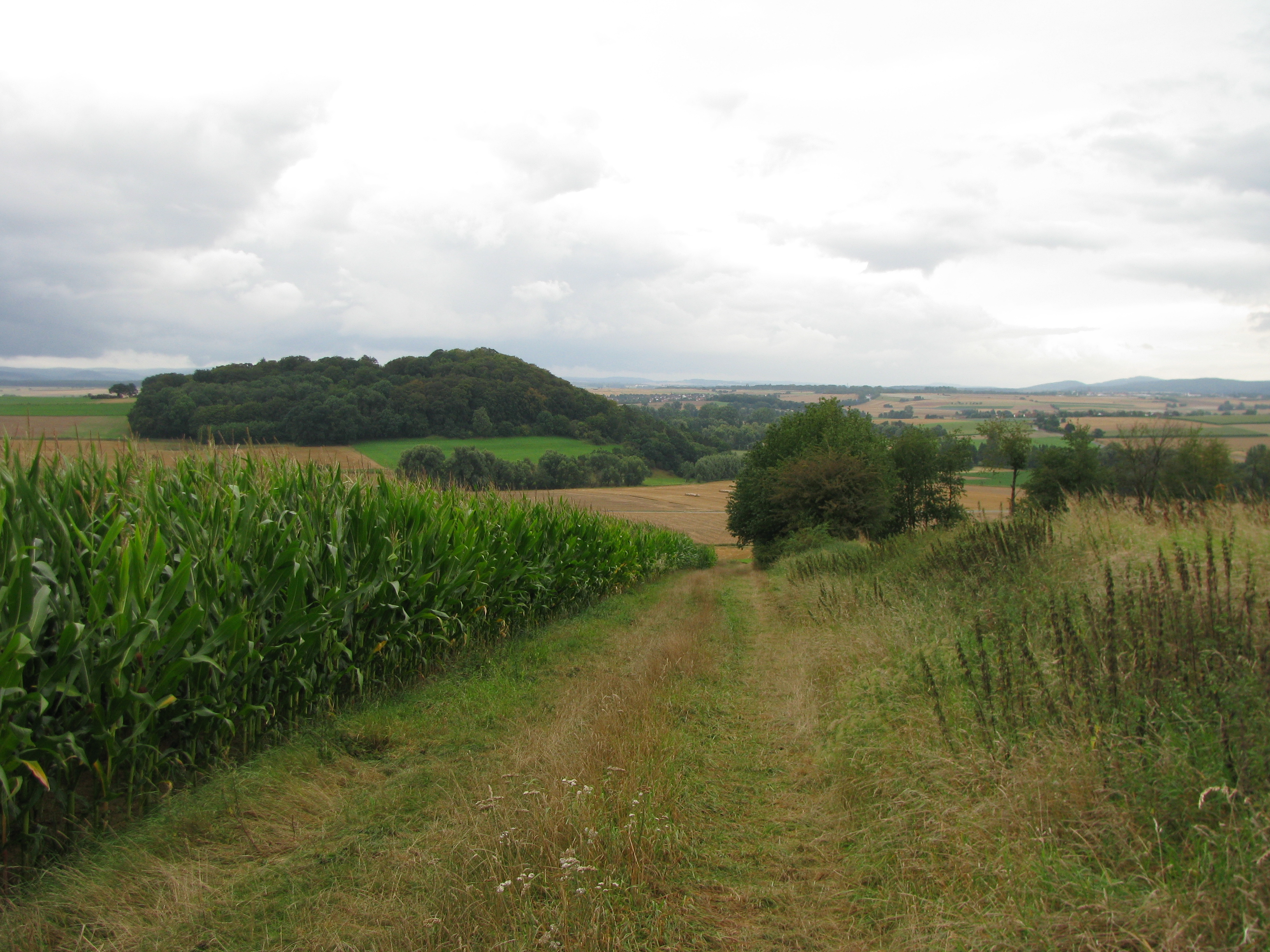
Leichenkopf
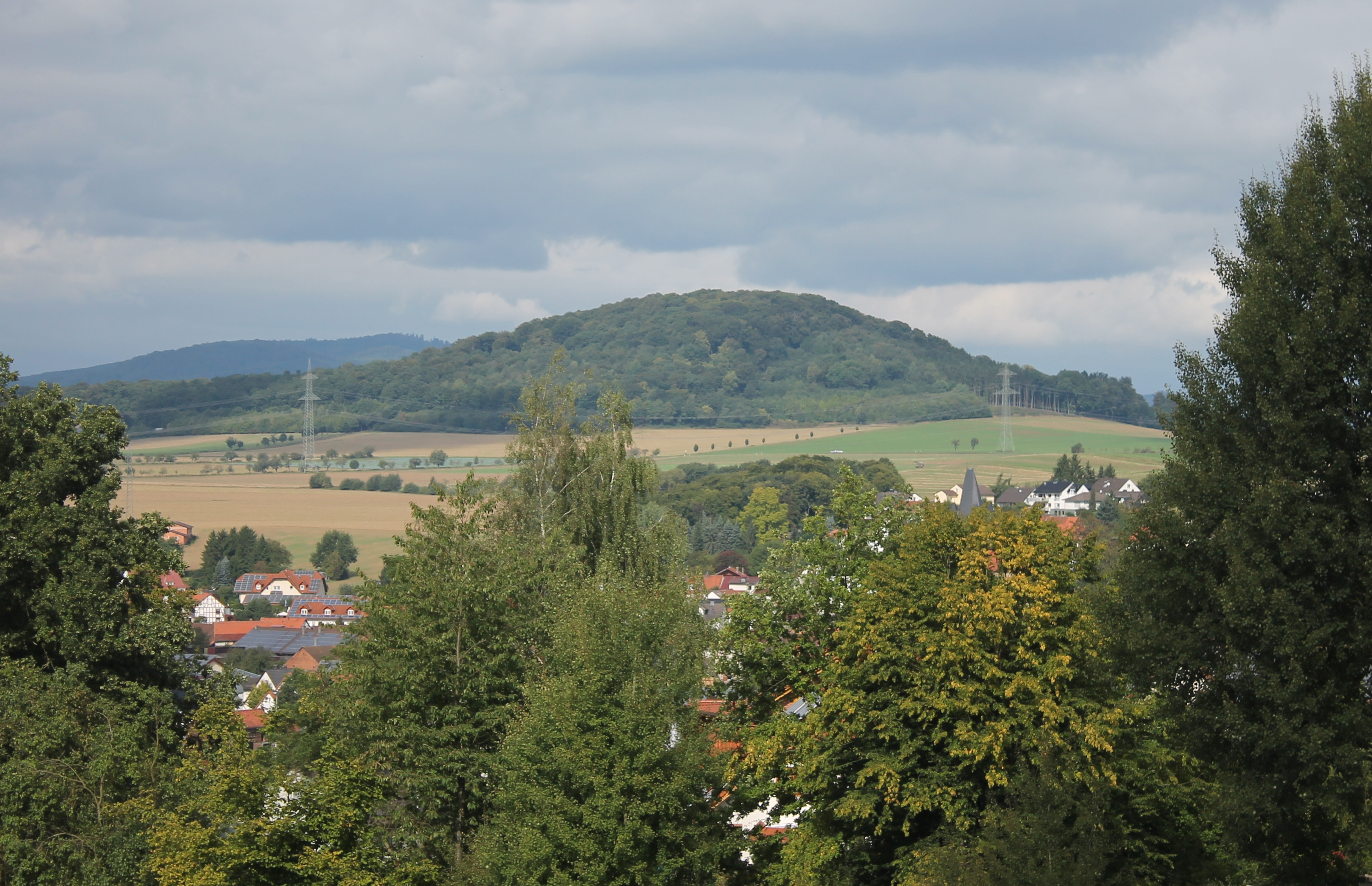
Lotterberg
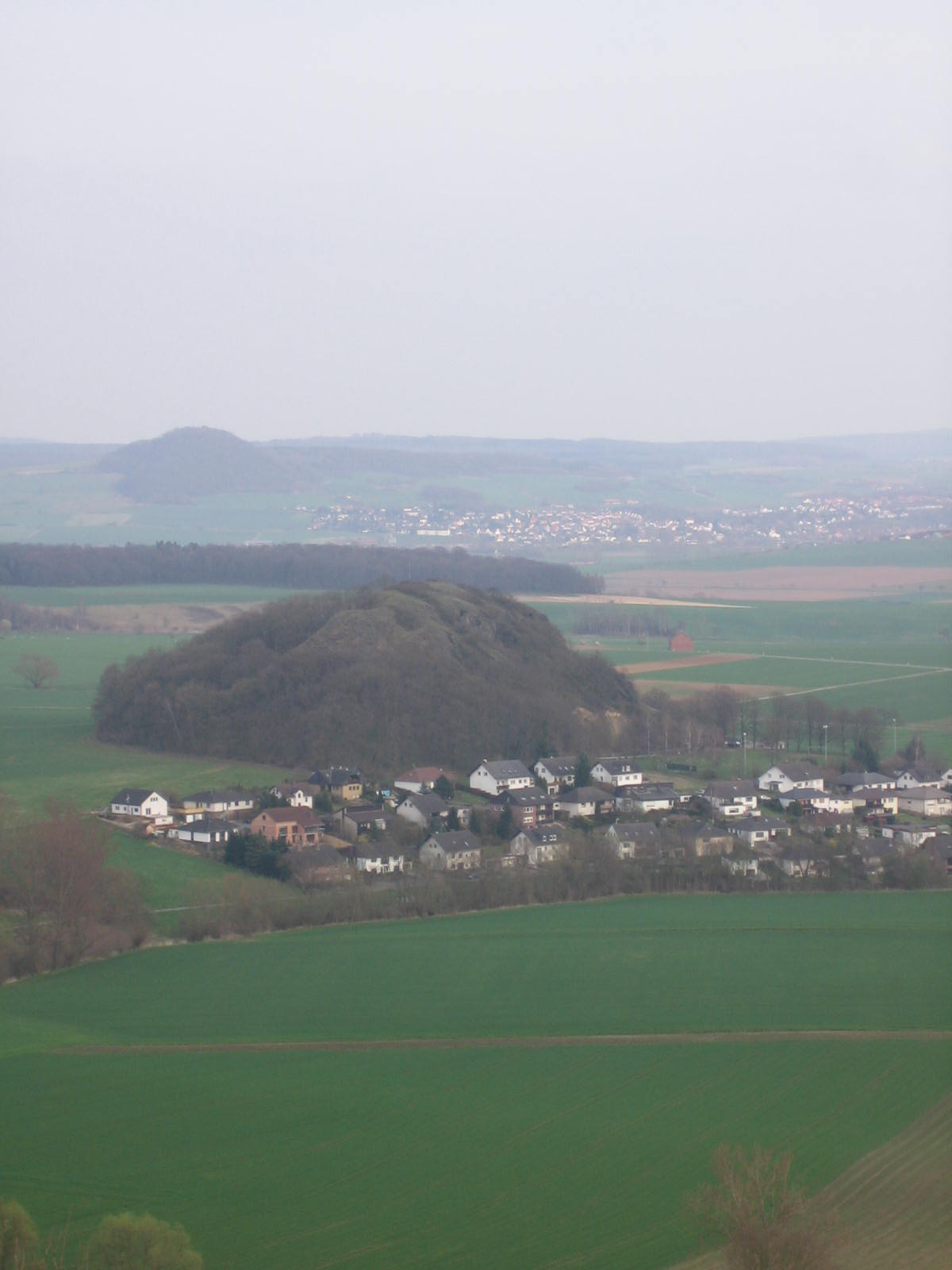
Mader Stein
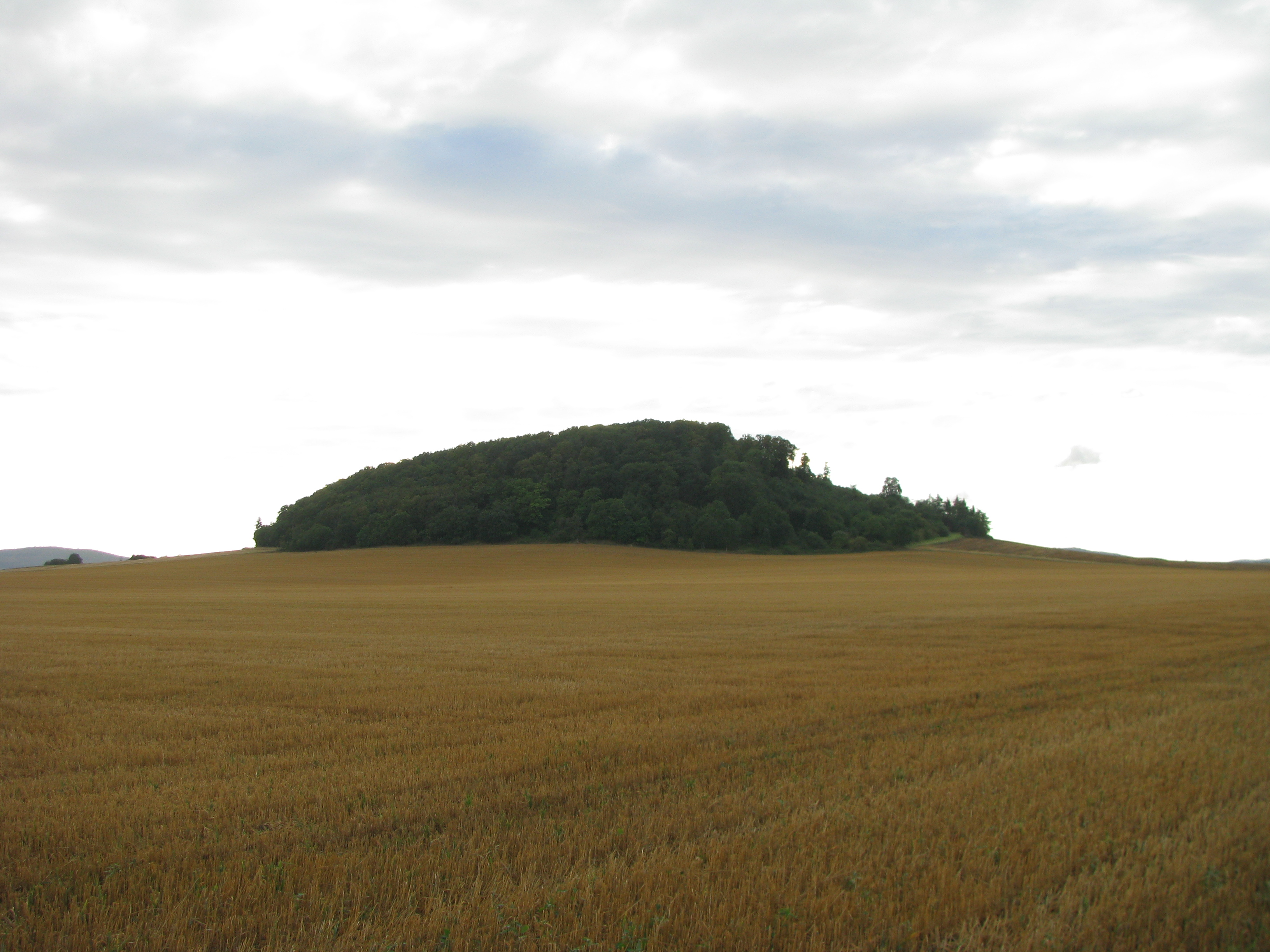
Nenkel
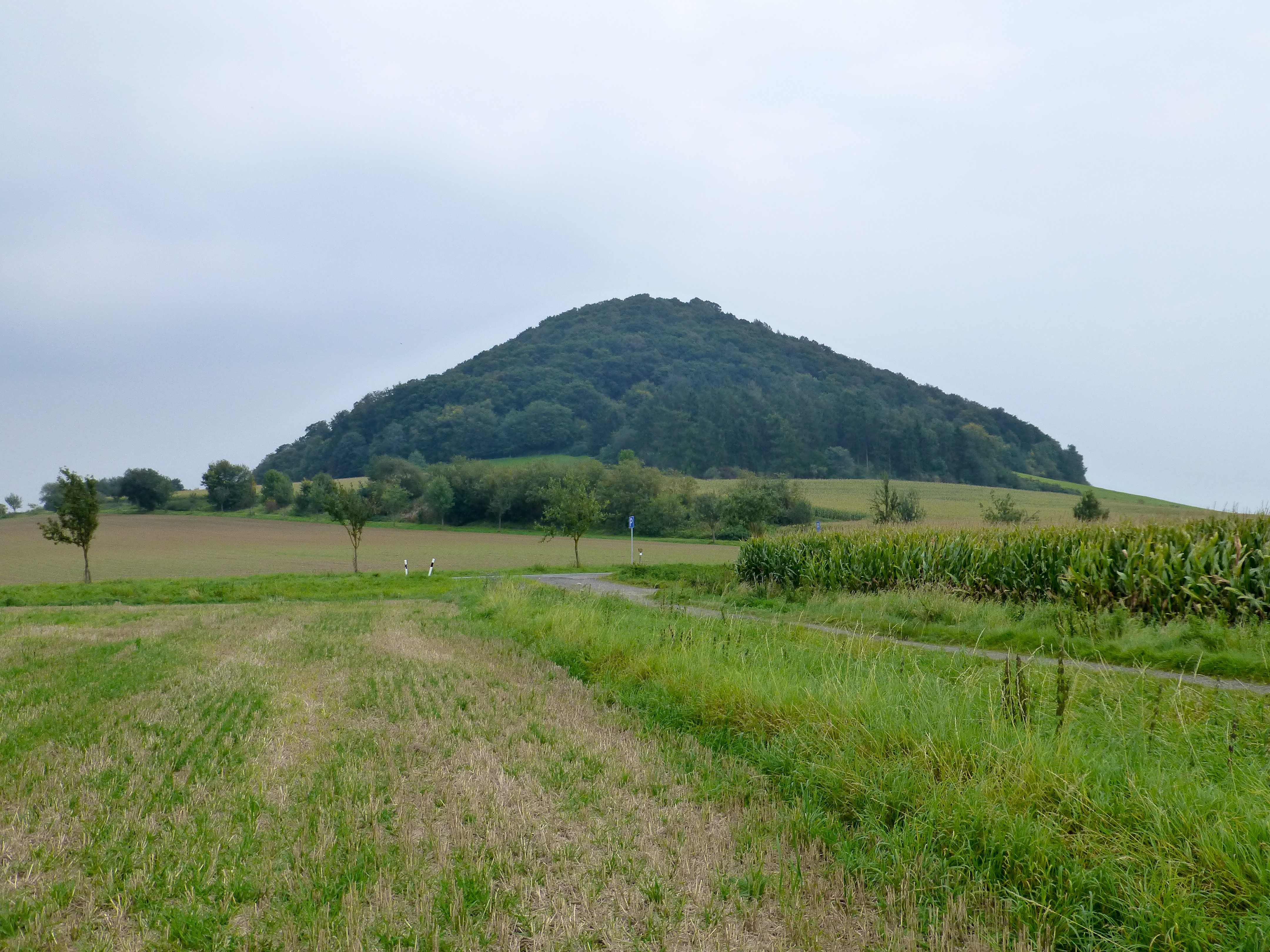
Odenberg
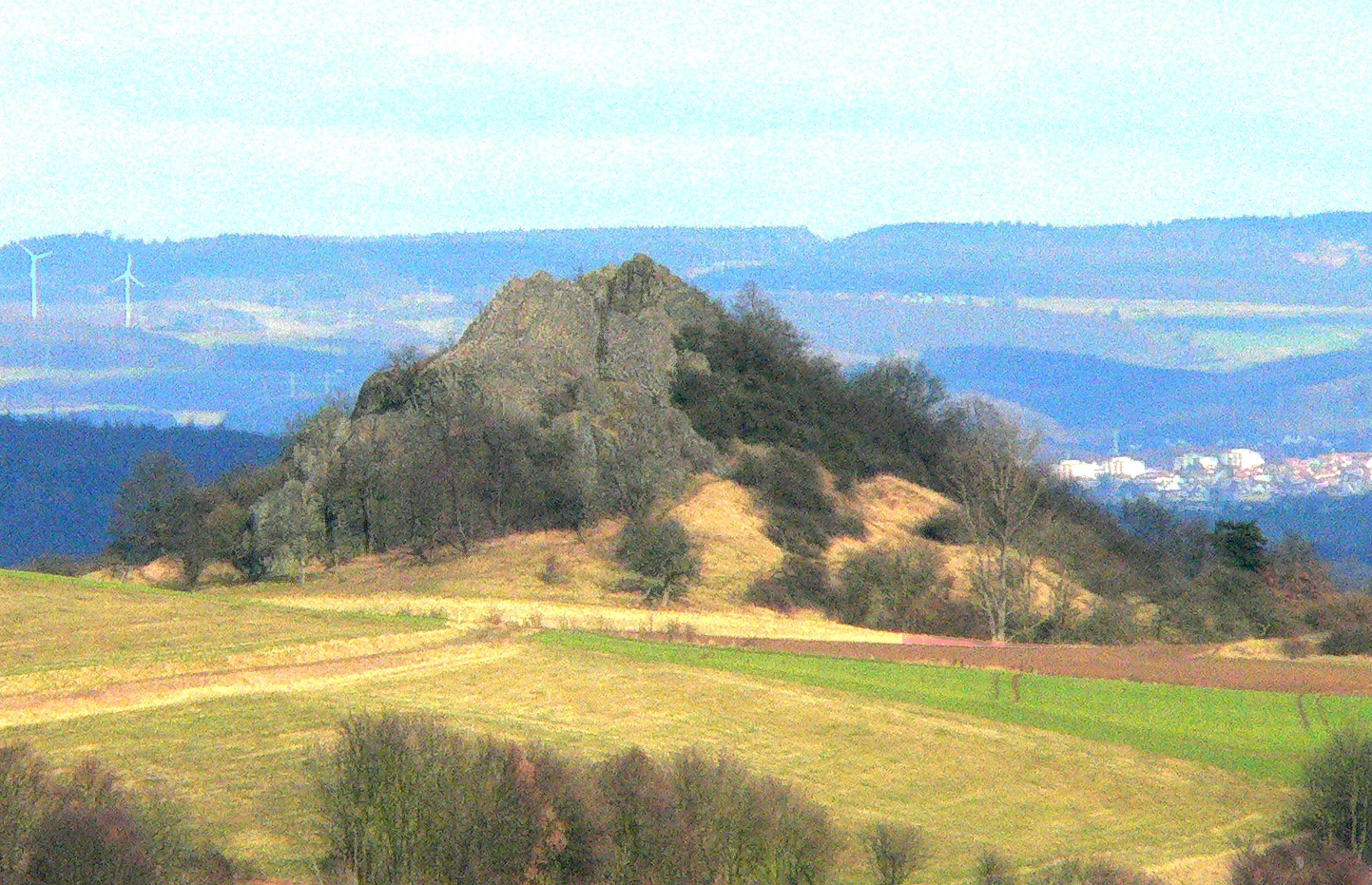
Scharfenstein
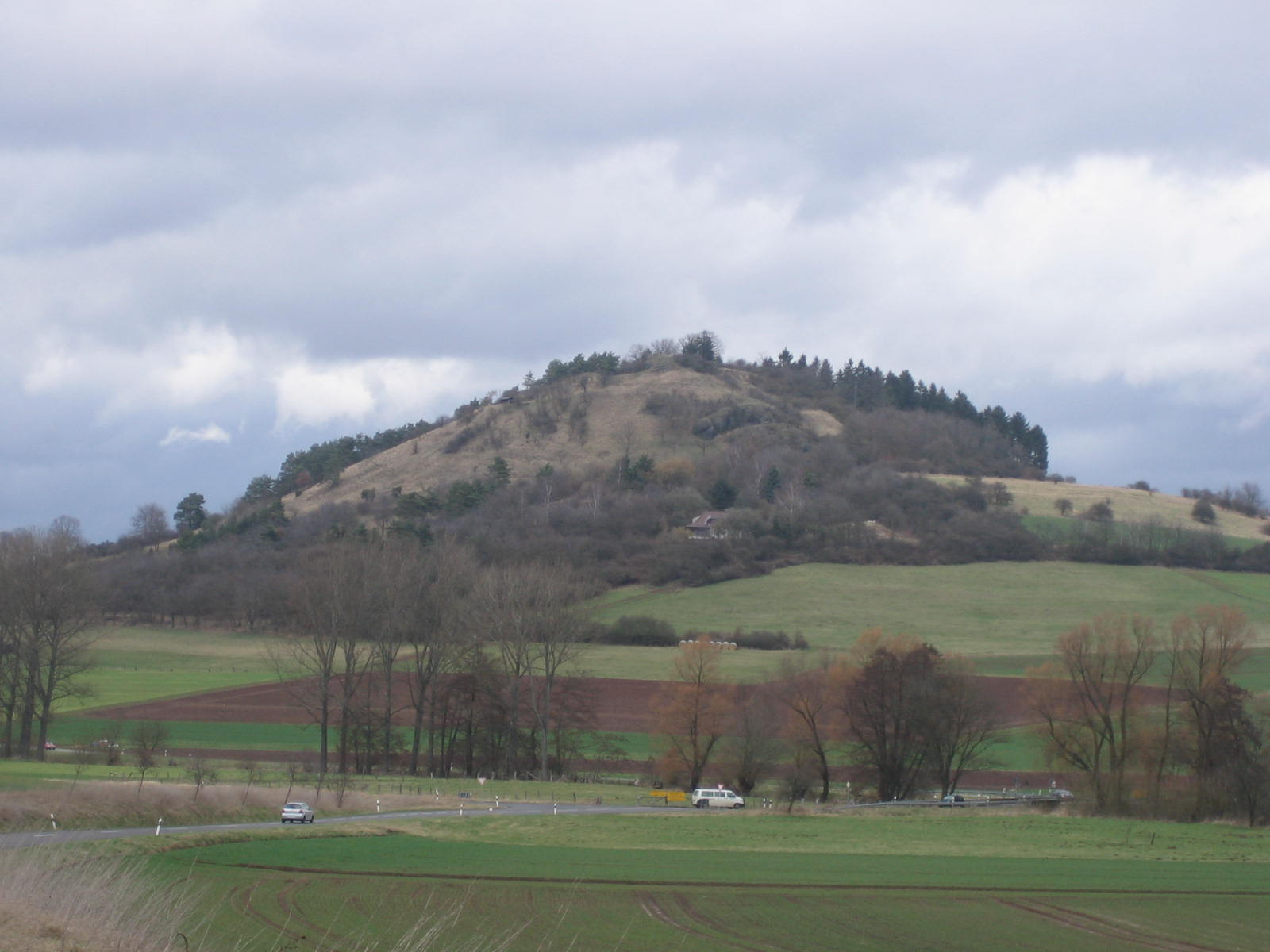
Wartberg

## Geschichtliches
Die Gudensberger Kuppenschwelle und die Fritzlarer Börde waren das Zentrum des chattischen Siedlungsgebiets, aus dem in fränkischer Zeit der fränkische Hessengau hervorging. Die Besiedlungsgeschichte der Gegend mit ihren fruchtbaren Löss- und Schwarzerdeböden reicht jedoch mindestens bis in die Jungsteinzeit zurück; nach dem Wartberg bei Kirchberg, ihrem Hauptfundort, ist die Wartberg-Kultur aus der Zeit von 3500 v. Chr. bis 2800 v. Chr. benannt, und das Steinkammergrab von Züschen ist ein beeindruckendes Bodendenkmal aus dieser Epoche.
Koordinaten: 51° 10′ 12″ N, 9° 23′ 24″ O